# Mycetobia pacifica
Mycetobia pacifica är en tvåvingeart som beskrevs av Boris Mamaev 1987. Mycetobia pacifica ingår i släktet Mycetobia och familjen fönstermyggor. Inga underarter finns listade i Catalogue of Life.